# Francisco de Sá de Meneses
Francisco de Sá de Meneses (Porto, ca. 1600 – Lisboa, 21 de maio de 1664) foi um poeta português, autor do poema heroico Malaca Conquistada (1634).

## Biografia

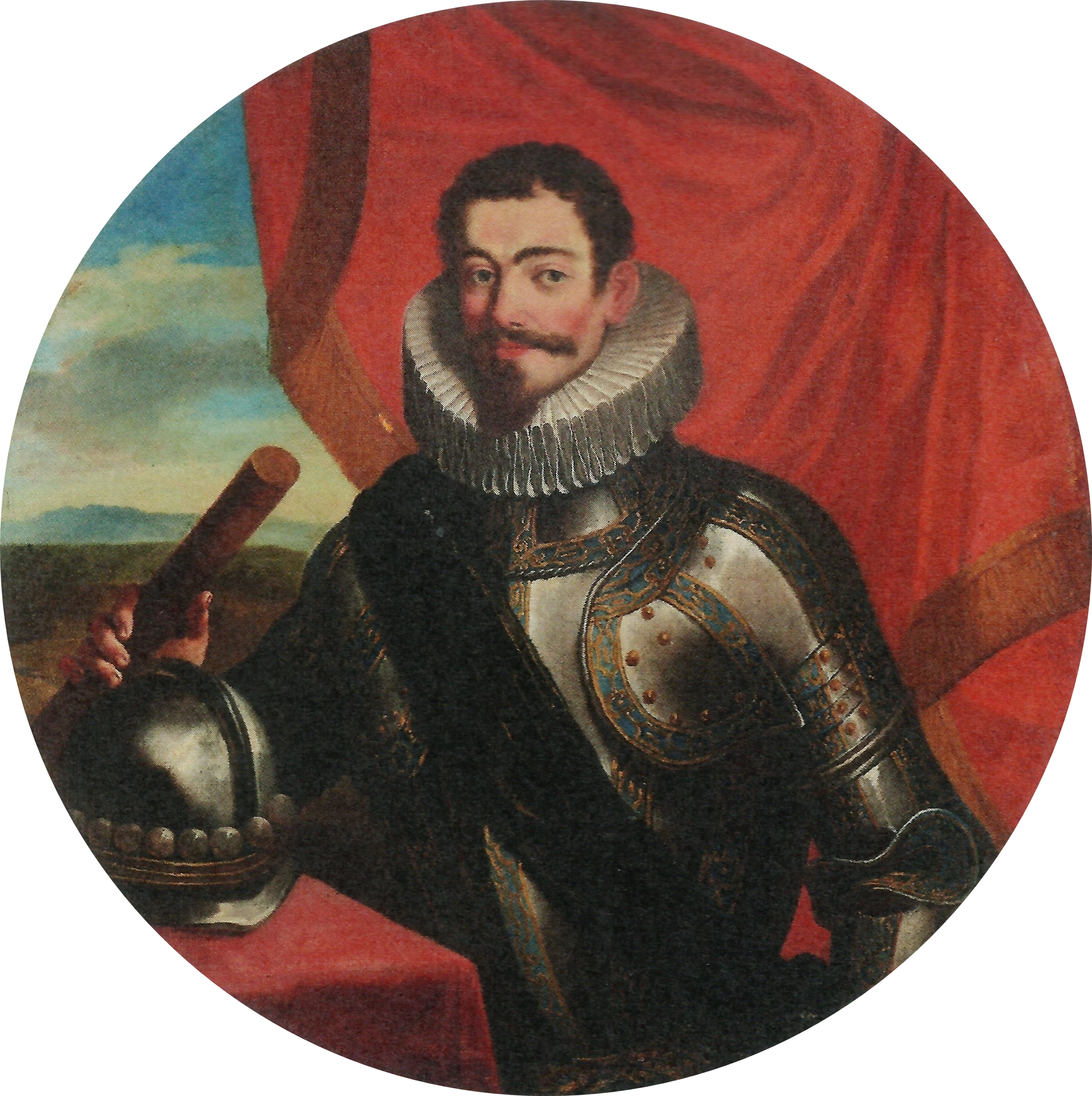
Retrato de D. Francisco, 2.º Conde de Penaguião.

Muito pouco se sabe da vida de Francisco de Sá de Meneses. Nasceu no Porto, pouco antes de 1600; era filho de João Rodrigues de Sá (o Moço) e de D. Maria da Silva (conforme consta do Assento da Profissão Religiosa na Ordem dos Pregadores no Convento de São Domingos de Benfica), e primo do seu homónimo conde de Matosinhos. Casou ainda jovem com D. Antónia de Andrade, sua prima, com quem teve um filho (Baltasar de Sá Leitão) e uma filha (D. Joana de Sá e Meneses). No vigor da idade enviuvou (provavelmente em 1642), e, desgostoso, recolheu-se ao Mosteiro dos Dominicanos de Benfica, onde nove anos antes falecera Frei Luís de Sousa, e aí professou a 14 de dezembro de 1641 tomando o nome de Frei Francisco de Jesus. Faleceu no mesmo Convento de São Domingos de Benfica, conforme consta em nota à margem do seu Assento de Profissão Religiosa, a 21 de maio de 1664.

## Obras
Compôs sonetos e sátiras dispersos por obras alheias, a tragédia D. Maria Teles (perdida, tendo ardido no Terramoto de Lisboa de 1755) e o poema épico Malaca Conquistada pelo grande Afonso de Albuquerque, em 12 cantos e oitava rima, no qual é narrada a conquista de Malaca por Afonso de Albuquerque. Este poema, em que é notória a influência de Camões e de Tasso, foi publicado em 1634 e reeditado em 1658 com acrescentos e modificações; uma terceira edição saiu em 1779.
Malaca Conquistada foi um dos mais famosos poemas narrativos do tempo. José Maria da Costa e Silva o tinha em grande conta, afirmando que, "pelo bem arquitetado da sua fábula, variedade e bem sustentado dos caráteres, movimento dramático, rica invenção dos seus episódios, formosura de suas descrições, e poesia verdadeiramente épica, lhe cabe de justiça o primeiro lugar entre os nossos épicos, depois de Camões."  Na opinião de Almeida Garrett, o poema Malaca Conquistada é "um dos derradeiros títulos de glória da literatura portuguesa".

## Curiosidade
No Monumento a Camões inaugurado em Junho de 1867 em Lisboa, da autoria do escultor Victor Bastos, destaca-se a figura do poeta com quatro metros esculpida em bronze, que assenta sobre um pedestal oitavado, rodeado por oito estátuas com 2,40 metros de altura. Representam vultos notáveis da cultura e das letras dos Séculos XV e XVI: o historiador e cronista Fernão Lopes, o cosmógrafo Pedro Nunes, o cronista Gomes Eanes de Azurara, os historiadores João de Barros e Fernão Lopes de Castanheda e os poetas Vasco Mouzinho de Quevedo, Jerónimo Corte-Real e Francisco de Sá de Meneses.

## Ligações Externas
- Malaca Conquistada pelo grande Alfonso de Albuquerque — e-Livro Google (edição de 1779).